# Masayuki Yanagisawa
Masayuki Yanagisawa (jap. 柳沢 将之 Yanagisawa Masayuki; ur. 27 sierpnia 1979) – japoński piłkarz występujący na pozycji obrońcy.

## Kariera klubowa
Od 2002 do 2011 roku występował w klubach Tokyo Verdy, Cerezo Osaka, Sagan Tosu i Yokohama FC.